# تيويف
تيويف (بالإنجليزية: Teufe)‏(hT)
```
هو مصطلح 
تعدين
 ألماني يشير إلى مدى عمق نقطة معينة أسفل سطح حفرة مفتوحة أو أسفل مستوى الأرض في المنطقة المحيطة 
بالحفرة
 . على النقيض من ذلك، يشير الارتفاع، 
h
 ، إلى المسافة من سطح مرجعي فوقي. كانت المسافة الرأسية بين السطح و نقطة في المنجم ( 
Grubengebäude
 )، أي العمق الرأسي، تسمى سابقًا أيضًا 
Seigerteufe
 . لكن، لم يعد هذا الاختلاف موجودًا حاليا. و أصبح المصطلحان 
Teufe
 و 
Seigerteufe
 مترادفان.
```

## نقاط مرجعية
يتم تحديد مساحة تيويف دائمًا من نقطة مرجعية. في الأوقات السابقة، أثناء بناء المعارض كان هناك مفهوم سائد الا وهو "عمق المعرض" أوStollenteufe . ولتحقيق هذه الغاية، قام مهندس المساحة بتحديد نقطة مرجعية ثابتة يتم من خلالها إجراء القياسات. كان المعرض إما أعلى أو أسفل نقطة المرجع. فإذا كان المعرض يقع فوق نقطة مرجعية Markscheider ، فإنه يتمتع بـ "اختلاف ارتفاع عمودي إيجابي" ( Seigerteufe ). إذا كان المعرض يقع أسفل نقطة المرجع، فسيكون له فرق ارتفاع عمودي سلبي. مع ظهور هندسة التعدين، تم استخدام السطح العلوي للتضاريس كنقطة مرجعية، عادةً عند الغطاء .
اليوم، السطح المرجعي للتعدين في ألمانيا هو مستوى سطح البحر القياسي ( Normalhöhennull ، NHN، المعروف سابقًا باسم Normalnull ). و نتيجة لذلك، هناك ارتفاعات سلبية و إيجابية، و مع ذلك، فإن هذه الارتفاعات ليست مؤشرا على العمق. إذا كانت النقطة أسفل NHN، يتم إعطاؤها علامة ناقص (-)؛ إذا كانت أعلى، يتم إعطاؤها علامة زائد (+). الارتفاع المبني على NHN له الرمز H.

## روابط خارجية
```
قالب:المعجم
```